# Bernterode (Ershausen/Geismar)
Bernterode é uma vila e antigo município da Alemanha localizado no distrito de Eichsfeld, estado da Turíngia. Pertencia ao verwaltungsgemeinschaft de Ershausen/Geismar. Desde 1 de janeiro de 2019, faz parte do município de Heilbad Heiligenstadt.